# Я не мессия (Он очень непослушный мальчик)
«Я не мессия (Он очень непослушный мальчик)» (англ. Not the Messiah (He's a Very Naughty Boy)) — комическая оратория, основанная на фильме комедийной группы Монти Пайтон «Житие Брайана». Написана бывшим участником «Монти Пайтон» Эриком Айдлом в соавторстве с Джоном Дю Пре.
Мировая премьера оратории прошла на фестивале Люминато в Торонто (Канада) 1 июня 2007 года в концертном зале Рой Томпсон Холл. Премьера в США состоялась в Нью-Йорке 1 июля того же года. Расширенная 90-минутная версия оратории была впервые представлена в австралийском Брисбене 5 декабря 2007 года. Также в декабре 2007 представления прошли также на лучших площадках Сиднея (в Оперном театре), Окленда и Перта.
Сам Эрик Айдл участвует в представлении как один из солистов, исполняя некоторые роли второго плана, сыгранные им в фильме «Житие Брайана».

## Производство

Кэрол Кливленд в роли пастуха

После успеха «Спамалота», мюзикла, созданного Айдлом по мотивам первого фильма Монти Пайтон «Монти Пайтон и священный Грааль», он объявил о своем намерении переделать в подобном ключе и фильм «Житие Брайана». Оратория, названная «Я не мессия», была создана как часть фестиваля Люминато в июне 2007 года. Она была написана Айдлом вместе с Джоном Дю Пре, который уже работал с ним над «Спамалотом». Дю Пре имеет дом во французском городе Кондоме, где оратория и была задумана.
«Я не мессия» — пародия на известную ораторию Генделя «Мессия». «Если наше „житие Брайана“ было от Матфея, то это — от Иоанна (или, скорее, от Джона Леннона и Джона Дю Пре)». В музыкальном плане это — пастиш, сочетающий поп, кантри, бродвейский мюзикл, фолк, пародирующий Боба Дилана и т. д. «Слава башмаку» — песня в стиле генделевского хора «Аллилуйя» из оратории «Мессия», а финальная песня Always Look On The Bright Side Of Life была написана ещё для оригинального фильма.
Оратория была представлена в Англии, в Королевском Альберт-холле, 23 октября 2009 года. Это представление было приурочено к сорокалетию группы «Монти Пайтон», и в нём появились остальные участники группы (Терри Джонс, Терри Гильям (вышедший на сцену для того чтобы сказать всего одну фразу — «Я нет!» и получивший бурные овации в ответ) и Майкл Палин, не было Джона Клиза и умершего ещё в 1989 году Грехема Чепмена), а также принимавшие активное участие в деятельности «Пайтонов» Кэрол Кливленд и Нил Иннес. Эта расширенная версия выпущена на DVD в качестве концертного фильма. В представлении приняли участие хор из 140 человек и оркестр из 80 музыкантов под руководством Джона Дю Пре, а также пять солистов (Эрик Айдл, Шеннон Мерсер, Уильям Фергюсон (в роли Брайна), Розалинд Плоурайт и Кристофер Парвес), восемь волынщиков и три овцы. В интервью по поводу этого концерта Айдл сказал: «Не часто выпадает шанс так масштабно подурачиться».
Мировая премьера концертного фильма состоялась 25 марта 2010 года, в России фильм показывали в кинотеатрах 18-19 мая. Субтитры на русском языке были сделаны известным переводчиком Дмитрием Пучковым («Гоблин»).

## Сюжет
Сюжет в общих чертах повторяет фильм «Житие Брайана». Брайан Коэн, рождённый в Иудее блудницей от римского центуриона, вырастая, начинает пламенно ненавидеть римлян и вступает в подпольную организацию «Народный фронт Иудеи». Однажды, во время бегства от римлян, толпа принимает его за мессию. Люди начинают ему поклоняться, не слушая его возражений о том, что он вовсе не мессия (его мать при этом добавляет, что он просто очень непослушный мальчик). Люди, избрав его однажды объектом поклонения, отвергают все его попытки переубедить их, поклоняясь даже потерянному им при бегстве башмаку. В итоге римляне арестовывают Брайана и приговаривают к распятию на кресте, что и свершается под финальную жизнеутверждающую песню Always Look on the Bright Side of Life.

## Содержание
Вступление: Увертюра

Майкл Пейлин в роли рассказчика

1. The Liberty Bell. (Колокол свободы)

Часть первая: Apocalypso Now. (Апокалипсис сегодня)
1. Chaos and Confusion! (Хаос и смятенье)
2. There Shall Be Monsters. (И будут монстры)
3. O God You Are So Big. (О Боже, ты так велик)

Часть вторая: The Boy Next Door. (Сосед)
1. Mandy’s Song. (Песня Менди)
2. Woe Woe Woe! (Горе горе горе!)
3. And There Were Shepherds. (И были пастухи)
4. Spiritual. (Спиричуэлс)

Часть третья: The Temptation of Brian. (Искушение Брайана)
1. Brian’s Dream. (Сон Брайана)
2. What Have the Romans Ever Done For Us? (Что вообще римляне сделали для нас?)
3. The People’s Front of Judea. (Народный фронт Иудеи)
4. I Want To Be A Girl. (Я хочу быть девушкой)
5. The Market Square. (Рыночная площадь)
6. You’re The One. (Ты единственный)

Часть четвёртая: Baroque and Roll. (Барок’н’ролл)
1. Hail To The Shoe! (Слава башмаку!)
2. Amourdeus
3. The Chosen One Has Woken! (Избранный пробудился!)
4. When I Grow Up. (Когда я вырасту)
5. Take Us Home. (Отведи нас домой)
6. The Chosen One. (Избранный)
7. Individuals. (Индивидуальности)

Часть пятая: Miserere Loves Company. (Беда не приходит одна)
1. Find Your Dream. (Найди свою мечту)
2. Arrested! (Арестован!)
3. A Fair Day’s Work. (Добросовестная работа)
4. The Final Song. (Финальная песнь)
5. Always Look on the Bright Side of Life. (Всегда смотри на светлую сторону жизни)
6. Lumberjack Song. (Песня дровосека)

## Политкорректность
Члены группы Монти Пайтон, никогда не отличавшиеся особенным пристрастием к политкорректности (многие их любят как раз за это), не стали изменять себе и в этой музыкальной постановке. Фирменный стиль прослеживается начиная от интимных подробностей жизни Госпожи Бэтти Пэлин (Майкл Пейлин), сцены «продажи тыкв» и «постельной сцены» Брайана и Юдифь до саркастической критики в адрес Кейт Бланшетт и скрытого политического выпада в адрес США (вызвавшего общее одобрение в зале).
Сцена на рыночной площади, облюбованной пророками, содержит, среди прочих лжепророчеств, строчку имеющую пересечение с библейскими мотивами о несгораемом терновом кусте (см. Неопалимая купина) и внешней политикой США:

«И горящий куст выйдет из Белого Дома, сжигая все на своем пути».

Оригинал: «And a burning Bush shall come out of a White House burning everything».
Эта неоднозначная фраза, кардинально меняющая свой смысл в зависимости от точки зрения (англ. Bush — куст или Президент Д. Буш), является отличным примером юмора на грани фола присутствующего в оратории и в творчестве Монти Пайтон в целом.
Однако главной темой, является высмеивание и сарказм в отношении религиозной составляющей общества, склонности людей к идеализации и огромного пласта суеверий отложившихся за тысячелетия на этой почве.
Постановка начинается с описания обстановки времен нового завета и набожности людей той эпохи, молящихся богу из страха к вымышленным чудовищам.
Ещё одним примером неоднозначности текстов является «песня пастухов» . (англ. And There Were Shepherds.)

Oh, we are humble shepherds

And our flocks we keep

There’s nothing we like better

Than just watching sheep

We count them every day and night

Until we fall asleep

And then we count them once again

Cause we love sheep

Sheep, sheep, sheep, sheep

Sheep, sheep, sheep

They’re full of woolly thinking

Intellectually not deep

But never mind their minds

We find we all love sheep

дословный перевод:

Ох мы простые пастухи

И стережем свои стада.

И для нас нет ничего лучше,

Чем просто смотреть на овец.

Мы считаем их весь день и ночь

Пока не ложимся спать.

И после этого считаем их ещё раз

Потому что мы любим овец.

Овца, овца, овца, овца

Овца, овца, овца.

Они полны путаных мышлений

Не слишком интеллектуальных,

Но не важно, что они думают.

Мы признаем, что все любим овец.
В английском языке слово англ. Shepherd имеет двоякое значение: «пастух», «чабан» и «(духовный)пастырь», «духовный наставник», «пастор». Английское слово англ. sheep также имеет значения «овца», «баран» и «паства». Слово англ. flock можно перевести как «клок, пучок шерсти», «стадо» или «толпа людей», «паства». Соответственно строчки песни можно понимать по-разному. Либо как веселую песенку о пастухах пасущих стада и страстно любящих овец, либо как пародию на церковный уклад, священников и их паству.
По ходу всей оратории Эрик Айдл выступает в роли «голоса разума» в противовес псевдорелигиозным волнениям, происходящим в постановке.